# Бондаренко, Вячеслав Васильевич
Вячеслав Васильевич Бондаренко (род. 9 мая 1974, Рига, Латвийская ССР) — белорусский писатель и общественный деятель.
Известен как автор исторических книг в серии «ЖЗЛ», в том числе биографий Петра Андреевича Вяземского, Лавра Георгиевича Корнилова, Андрея Александровича Липгарта и архимандрита Иоанна (Крестьянкина), а также как автор кинороманов «Ликвидация» и «Кадетство».

## Биография
Родился 9 мая 1974 года в Риге в семье офицера Советской Армии, впоследствии участника боевых действий в Афганистане. Детство провёл в городах Рига, Улан-Батор и Запорожье. Окончил среднюю школу № 30 Северной группы войск в городе Легница (Польша). С июня 1991 года живёт в Минске.
Закончил русское отделение филологического факультета Белорусского государственного университета (1996).
Православный (крещение принял в 1980 году в Свято-Никольском храме города Запорожье от настоятеля феодосийского храма Св. Екатерины иеромонаха о. Василия (Златолинского), впоследствии архиепископа Запорожского и Мелитопольского УПЦ МП). Женат.

## Литературная деятельность

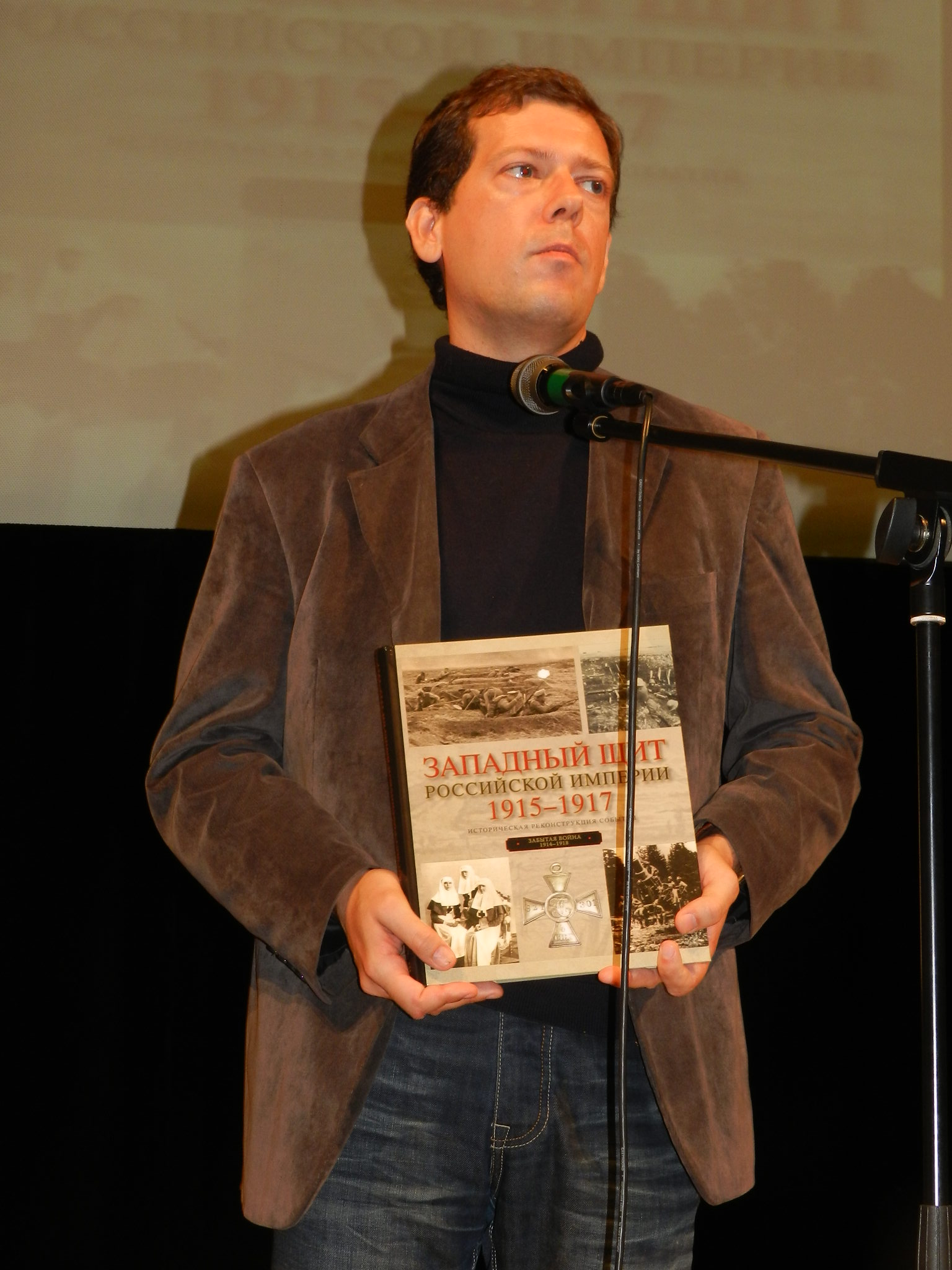
Бондаренко Вячеслав Васильевич на презентации книги «Западный щит Российской империи»

Впервые опубликовался в ленинградском журнале «Костёр» (1984, № 2, стихотворение «Маяк Надежды»). Не переставал писать стихи и в дальнейшем, но следующую большую подборку поэзии обнародовал только в 2011 году.
Главным учителем в литературе и духовным наставником для писателя стал Виктор Васильевич Афанасьев (в монашестве Лазарь, 1932—2015), с которым он познакомился в 1992 году; в дальнейшем знакомство переросло в дружбу. Другими наставниками В. В. Бондаренко считает таких русских писателей, как Борис Зайцев, Дмитрий Голубков, Юрий Трифонов, Юрий Карабчиевский.
С 1990 года работал над биографией русского поэта и политика XIX века князя Петра Андреевича Вяземского (1792—1878). Отрывок из неё был опубликован в минском альманахе «Монолог» (1996). Первый вариант книги (2000) получил отрицательные отзывы критики, однако полностью переработанная версия, изданная в 2004 году в серии Жизнь замечательных людей, получила множество положительных отзывов в ведущих изданиях России («Независимая Газета-Exlibris», «Литературная Газета», «Российская Газета», «Книжное Обозрение»), вошла в длинный список Всероссийской литературной премии имени Л. Н. Толстого «Ясная Поляна» 2005 г. в номинации «Выдающееся дебютное художественное произведение русской литературы», удостоена диплома Всероссийской литературной премии «Эврика» и премии издательства «Молодая Гвардия» «Начало славных дел» (за удачный дебют в серии ЖЗЛ). В апреле 2014 года вышло 2-е, дополненное издание книги.
В 2006 году Российская государственная библиотека для слепых подготовила аудиоверсию книги (39 часов звучания) в исполнении актрисы Е. Чубаровой (в 2013 году эта аудиокнига была переиздана). В 2008 году Кемеровская библиотека для незрячих подготовила свою версию на восьми кассетах (31 час звучания) в исполнении Т. Ю. Гридневой.
В 2007—2008 годах в издательстве «Росмэн-Пресс» вышли романы-бестселлеры «Ликвидация» — новеллизация одноимённого сериала, выпущенная в двух томах пятью изданиями общим тиражом 35 000 экземпляров и в формате аудиокниги, и «Кадетство» (в четырёх книгах). В 2009 году издательство «АСТ-Астрель» выпустило книгу Т. Книбе «Операция Валькирия», научным редактором которой выступил В. В. Бондаренко.
В сентябре 2010 года минское издательство «Харвест» выпустило книгу «Утерянные победы Российской империи» — исследование, посвящённое всем аспектам Первой мировой войны на территории Беларуси. Книга иллюстрирована редкими фотографиями, многие из которых находятся в личной коллекции автора. В июле 2015 г. переработанный вариант книги вышел в Вильнюсе для книжного рынка стран Прибалтики под названием «Западный щит Российской империи».
В октябре 2010 года в московском издательстве «Вече» вышел роман «День „Б“» — дебют писателя в жанре альтернативной военной фантастики. В мае 2011 года то же издательство выпустило книгу «100 великих подвигов России» в серии «100 великих…». Она вошла в комплект изданий «Люблю тебя, моя Россия», предназначенный для пополнения фондов сельских библиотек России (программа «Сельская библиотека» Фонда «Пушкинская библиотека»), была выпущена в формате аудиокниги, а в 2014 году вышла 2-м изданием.
В ноябре 2011 года минское издательство «Харвест» выпустило исторические романы «Взорвать „Аврору“» (он посвящён деятельности белых террористов 1920-х гг., в июне 2018 года переиздан московским издательством «Вече» одновременно в сериях «Военные приключения» и «Коллекция военных приключений»), «Вечный огонь» (премия министра обороны Республики Беларусь в области литературы и искусства, 2013, 2-е издание — апрель 2025), действие которого начинается в 1913 году и заканчивается в 2012 году, и «Небожители» — о русских лётчиках Первой мировой войны (в августе 2017 года переиздан московским издательством «Вече» одновременно в сериях «Военные приключения» и «Коллекция военных приключений»).
В октябре 2012 и декабре 2013 годах московское издательство «Вече» выпустило две книги в серии «100 великих…» — «100 великих русских эмигрантов» (её сокращённый вариант под названием «Великие русские эмигранты» в 2014 году был издан в формате аудиокниги) и «100 великих наград мира» (2-е издание — 2015), которые В. В. Бондаренко написал в соавторстве с женой, журналистом Екатериной Честновой.
В сентябре 2013 года вышла вторая книга писателя в серии «Жизнь замечательных людей» — «Герои Первой мировой» (2-е издание — апрель 2014 г.) Она состоит из 12 биографических очерков, посвящённых выдающимся русским героям Первой мировой войны — Михаилу Алексееву, Лавру Корнилову, Алексею Брусилову, Римме Ивановой, Козьме Крючкову, Петру Черкасову, князю императорской крови Олегу Константиновичу, Александру Казакову, иеромонаху Антонию и другим. В ряде книжных магазинов Москвы книга входила в список лидеров по продажам литературы серии ЖЗЛ. 11 сентября 2014 года за создание книги автор был удостоен Всероссийской историко-литературной премии «Александр Невский» (1-е место); стал первым лауреатом премии, не являющимся гражданином России.
В ноябре 2013 года на сайте Белорусского союза суворовцев и кадет (www.belkadet.by) стартовал интерактивный проект писателя «Четыре судьбы. Одна Родина» — исторический роман о судьбах четырёх кадет Полоцкого кадетского корпуса, охватывавший эпоху 1910—1970-х годов. Его особенность состояла в том, что раз в неделю на сайте выкладывался свеженаписанный фрагмент текста, а посетители сайта могли голосовать за героев и обсуждать их на форуме. Электронная публикация романа завершилась в августе 2015 года. Книжная версия вышла в феврале 2018 года в минском издательстве «Аверсэв» и стала самой объёмной книгой писателя (более 66 авторских листов). В июне 2018 года книга удостоена премии Министерства обороны Республики Беларусь в области литературы и искусства.
В 2014 году в минском издательстве «Беларуская энцыклапедыя» вышли первые книги писателя, адресованные детям старшего школьного возраста (рассказы «Двенадцать подвигов во славу Отечества» и «Во имя памяти святой… Первая мировая война на белорусской земле»), а в московском издательстве «Вече» — книга «100 великих российских актёров» (в 2015 году вышла 2-м изданием и в формате аудиокниги).
В апреле 2015 года в минском издательстве «Харвест» вышел роман «Самый долгий день» — основанная на реальных событиях история подвига сотрудника советской милиции, совершенного в первый день Великой Отечественной войны (премия министра обороны Республики Беларусь в области литературы и искусства, 2015; в январе 2020 года вышло 2-е, расширенное и иллюстрированное издание романа). В мае 2015 года в издательстве «Вече» вышла книга «100 великих героев Великой Отечественной войны», приуроченная к 70-летию Победы.
7 мая 2015 года «за большой вклад в укрепление дружбы и сотрудничества с Российской Федерацией» указом Президента России В. В. Путина № 233 награждён медалью Пушкина.
В мае 2016 года в московском издательстве «Старая Басманная» вышла книга «Русский некрополь на Шипке» — сборник биографий 467 лиц, покоящихся на Русском кладбище на Шипке, и история русской эмигрантской колонии в этом болгарском городе. В сентябре 2016 года вышла третья книга писателя в серии ЖЗЛ — биография Лавра Георгиевича Корнилова.
В марте 2017 года в российском журнале «Роман-газета» был опубликован роман «Нерождённый жемчуг», действие которого происходит в конце 1917 — начале 1918 годов — продолжение романа «Небожители» (2012). Книжное издание романа вышло в ноябре 2017 года в издательстве «Вече».
В мае 2017 года в серии ЖЗЛ вышла книга «Легенды Белого дела» — очерки о генералах Белого движения Сергее Маркове, Михаиле Дроздовском, Владимире Май-Маевском, Николае Бредове и Александре Кутепове. Редактором книги выступил известный историк К. А. Залесский. За создание книги в январе 2018 года автор был удостоен Карамзинского креста, в июне 2018 года книга получила диплом «Лучшая книга о Российской армии и флоте» на Всероссийском конкурсе «Лучшие книги года» Ассоциации книгоиздателей России (АСКИ). В ноябре 2017 года вышла расширенная версия книги под названием «Белые», куда вошли также очерки о Михаиле Алексееве, Лавре Корнилове и Петре Врангеле. Книга составила своеобразную дилогию со сборником Евгения Матонина и Ярослава Леонтьева «Красные» — обе книги оформлены в одной стилистике. Портал iz.ru включил «Белых» в число пяти наиболее значительных книг ноября 2017 года. В феврале 2018 года вышел роман «Капитанская внучка» о Гражданской войне на Украине — завершение трилогии, начатой «Небожителями» и «Нерождённым жемчугом». В мае 2018 года в сборнике «Отечеству служим» (Минск, издательство «Кнігазбор») опубликована пьеса «Офицеры. 1918», посвящённая распаду русской армии в конце 1917 года — первый опыт писателя в драматургическом жанре; в июне 2018 года пьеса была отмечена премией Министерства обороны Республики Беларусь в области литературы и искусства.
В октябре 2018 года в серии ЖЗЛ вышла биография архимандрита Иоанна (Крестьянкина). В 2019 году книга была удостоена премии имени Эдуарда Володина (номинация «Душеполезное чтение», 19 января), премии «Хронограф» (26 января), диплома 2-й степени XIV открытого конкурса «Просвещение через книгу» (31 октября); 25 января председателем Издательского совета РПЦ митрополитом Калужским и Боровским Климентом (Капалиным) за создание книги награждён медалью Преподобного Епифания Премудрого II степени. В январе 2019 года вышло 2-е, исправленное и дополненное издание книги с грифом Издательского совета РПЦ и предисловием председателя Отдела внешних церковных связей РПЦ митрополита Волоколамского Илариона (Алфеева). 26 марта 2020 года книга опубликована на официальном сайте www.otetsioann.ru, посвящённом наследию о. Иоанна; 15 октября 2020 года книга была удостоена Золотого диплома XI международного славянского литературного форума «Золотой Витязь», а 26 ноября 2020 года — литературной премии имени Ф. М. Достоевского (вручалась впервые; вручена митрополитом Калужским и Боровским Климентом дистанционно из-за болезни автора).
В июне 2019 года в сборнике «Дорога к Небу» была опубликована первая часть книги «Свидетель о Свете. Повесть об отце Иоанне Крестьянкине», рассказывающей о детстве и юности о. Иоанна. В декабре 2019 года в московском издательстве «Книжный мир» вышла книга «Скидель 1939: Три дня свободы», посвящённая Скидельскому восстанию 1939 года.
В январе 2020 года в серии ЖЗЛ вышел сборник «Святые старцы» — очерки о старцах Русской Православной Церкви XVIII—XX вв. Василии Площанском, Льве Оптинском, Алексии Зосимовском, Алексии Мечёве и др. 16 декабря книга удостоена диплома II степени XV открытого конкурса «Просвещение через книгу» (номинация «Лучшая духовно-просветительская книга»). В июле 2020 года в издательстве «Познание» вышла книга «Свидетель о Свете. Повесть об отце Иоанне (Крестьянкине)», которая планировалась к публикации в апреле, к 110-летию о. Иоанна, и чей выход был задержан из-за пандемии коронавируса. 16 декабря 2020 года книга удостоена диплома 3-й степени XV открытого конкурса «Просвещение через книгу» (номинация «Лучшая художественная книга»), 15 октября 2021 года — Золотого диплома XII международного славянского литературного форума «Золотой Витязь».
В июне 2022 года в издательстве Минского Свято-Елизаветинского женского монастыря вышла книга рассказов «Пасхальный Батюшка. Детям об отце Иоанне (Крестьянкине)». В августе 2022 г. в московском издательстве «Престиж Бук» вышел сборник прозы, включающий в себя переиздания романа «Самый долгий день» и рассказа «Антиквар» и новые произведения — повесть-мозаику «Старый полковник», посвящённую судьбе прапрадеда писателя, и автобиографическое эссе «Парусник над дверью» (в июле 2024 г. книга вошла в лонг-лист возрожденной Русской премии). В ноябре 2022 г. в минском издательстве «Беларусь» вышла книга очерков «За други своя. Герои и подвиги Беларуси», посвящённая воинским подвигам, совершенным на белорусской земле в XIX—XXI вв. (в декабре 2023 г. на книжной выставке NonFiction удостоена диплома 1-й степени ХХ Международного конкурса «Искусство книги» среди стран СНГ в номинации «Содружество»).
В январе и июне 2023 г. в издательстве Минского Свято-Елизаветинского женского монастыря вышли книги для детей «Наша „Победа“. Рассказ об удивительной машине и её создателе» и «Будьте солнышками! Детям о святом праведном Алексии Мечёве». В июле 2023 года в издательстве «Молодая Гвардия» вышла седьмая книга в серии ЖЗЛ — "Липгарт. Создатель «Победы», посвященная жизни великого советского конструктора автомобилей Андрея Александровича Липгарта, а в августе 2024 г. в издательстве «Беларусь» — книга «Великая „Победа“. От мечты до легенды», рассказывающая об истории создания автомобиля ГАЗ-М-20 "Победа".
В июне 2025 г. издательства "Вече" и "Лепта" выпустили роман "Победитель. История русского инженера", в художественной форме описывающий процесс создания автомобиля "Победа". В июне 2025 г. в издательстве "Молодая Гвардия" вышла восьмая книга в серии ЖЗЛ - "Битлз. Ангелы и демоны", посвящённая истории группы The Beatles. В июне 2025 г. в издательстве "Беларусь" вышел сборник "Сетования сверчка", включающий одноимённую повесть и эссе.
13 мая 2019 года творчество В. В. Бондаренко было номинировано на Патриаршую литературную премию имени святых равноапостольных Кирилла и Мефодия. 23 мая 2019 года в Зале церковных соборов храма Христа Спасителя Патриарх Московский и всея Руси Кирилл вручил писателю Патриарший знак «За вклад в развитие русской литературы». Эта награда присуждалась впервые, и В. В. Бондаренко стал её первым обладателем. 27 апреля 2023 г. был вторично номинирован на Патриаршую литературную премию.

## Журналистская деятельность
В 1996—2001 годах активно выступал в качестве музыкального журналиста, публиковался в «Музыкальной Газете» (Беларусь); автор первой рецензии на творчество Сергея Пархоменко (который затем прославился как Серёга). Начиная с 2008 года основная тема выступлений в печати — военная история. Автор свыше двухсот публикаций в изданиях «Стратегия России», «Караван историй», «Красная Звезда», «Литературная Газета», «City Man», «Молодёжная Палата» (Россия), «Комсомольская правда в Беларуси», «СБ-Беларусь Сегодня», «Армия», «Туризм и Отдых», «Рэспубліка», «Народная Газета», «Where Minsk», «Вокруг Света — Беларусь» и «Про Отдых» (Беларусь), «Русский Вестник» (Черногория).

## Общественная деятельность
В 2012—2017 годах — председатель правления благотворительного историко-культурного фонда памяти героев Первой мировой войны «Крокi», с 2017 г. — член правления.
С 2012 года член Союза писателей России.
В 2012—2017 годах — член Республиканского совета ОО «Белорусский союз суворовцев и кадет».
В 2014—2022 годах — член президиума правления ОО «Союз писателей Беларуси».
Член Общественного совета по культуре при Министерстве обороны Республики Беларусь.
В 2017—2022 годах — член правления ОО «Белорусский фонд мира». Член правления ОО «Белорусский союз журналистов», член комитета по премиям и профессиональной этике ОО «Белорусский союз журналистов»

## Деятельность по возрождению Русского кладбища на Шипке
С 2010 года В. В. Бондаренко стоит у истоков общественного движения по возрождению заброшенного Русского воинского кладбища при Шипкинском доме престарелых и увечных воинов (Болгария), где покоится его прапрадед. Под руководством писателя были собраны данные более чем о 400 похороненных на этом кладбище русских генералах, офицерах, солдатах, гражданских лицах и священнослужителях, среди которых — уроженцы России, Украины, Беларуси, Молдовы, Литвы, Латвии, Эстонии, Польши, Азербайджана, Грузии, Кыргызстана и Турции. В июле 2013 года начато восстановление кладбища, а 14 августа 2013 года в Болгарии была объявлена общенациональная кампания по его возрождению и открыт благотворительный банковский счёт для этих целей. 27 февраля 2014 года рядом с Храмом-памятником Рождества Христова на Шипке был открыт и освящён гранитный мемориальный знак на месте входа на кладбище.
В мае 2016 года в издательстве «Старая Басманная» (Москва) вышла книга В. В. Бондаренко «Русский некрополь на Шипке». Она содержит сведения о представителях русской эмиграции, покоящихся на кладбищах города Шипка, а также документы, посвящённые истории русской колонии на Шипке и воспоминания местных жителей о русских эмигрантах. В книге собрано 467 подробных биографических справок воинских чинов, гражданских лиц и священнослужителей, скончавшихся и погребённых в Шипке в 1922-86 гг., и данные о 304 лицах, в разное время живших или работавших в Русских инвалидных домах на Шипке. Книга иллюстрирована уникальными фотографиями, большинство из которых публикуются впервые. 24 августа 2016 года состоялась презентация книги в Софии, 28 августа — в Шипке, 8 сентября — в Москве, 3 июля 2017 года — в СОК «Камчия» (Болгария), 8 сентября 2018 года — в Пловдиве. За создание книги 30 сентября 2016 г. был удостоен медали Международного фонда славянской письменности и культуры «Ревнителю благодеяний Святых Равноапостольных Кирилла и Мефодия».

## Деятельность по увековечиванию памяти исторических деятелей
В 2012 году на старом кладбище Дрогичина В. В. Бондаренко и его супругой Е. С. Честновой была обнаружена заброшенная могила великого болгарско-русского просветителя и педагога действительного статского советника Федора (Тодора) Николаевича Минкова (1830—1906). После развёрнутой писателем и его супругой массированной кампании в СМИ надгробие на могиле Ф. Н. Минкова было восстановлено, а в Беларуси и Болгарии состоялись посвящённые памяти просветителя мероприятия.
В 2014 году принимал участие в открытии поклонного креста на месте захоронения преподавателей 1-го Русского Великого Князя Константина Константиновича кадетского корпуса в г. Бела Црква (Сербия).
После выхода на экраны документального фильма «Святая Римма» в 2014 году был установлен памятник на месте гибели сестры милосердия Риммы Михайловны Ивановой и мемориальная доска на здании храма, где её отпевали в 1915 году.
В 2015 и 2016 годах по инициативе В. В. Бондаренко состоялись памятные мероприятия на могиле участника Белого движения, генерал-лейтенанта Якова Давыдовича Юзефовича (1872—1929), похороненного в г. Волковыск.
23 июля 2017 года принял участие в церемонии установки закладной доски на месте будущего памятника женщинам-воинам 1-й Петроградской женской команды смерти М. Л. Бочкарёвой в деревне Новоспасск Сморгонского района Гродненской области; является автором текста на закладной доске.
6 декабря 2018 года в храме Живоначальной Троицы (с. Троица Спасского района Рязанской области) по инициативе В. В. Бондаренко была открыта мемориальная комната о. Иоанна Крестьянкина — первая в России экспозиция, посвящённая великому подвижнику православной веры.

## Возвращение на Родину знамени Полоцкого кадетского корпуса
В 2013—2015 годах принимал активное участие в процессе восстановления и возвращения на Родину знамени Полоцкого кадетского корпуса, вывезенного за пределы России в 1920 году. Участвовал в переговорах в Нью-Йорке с представителями Объединения выпускников русских кадетских корпусов заграницей, в ходе которого было достигнуто соглашение о восстановлении Полоцкого знамени и перевозке его в Беларусь.
В сентябре 2013 года находился в составе делегации, доставившей из Нью-Йорка в Минск частицы полотнища знамени. В декабре 2013 года принял участие в церемонии вручения частиц Полоцкому кадетскому училищу. 4 мая 2014 года принял участие в церемонии освящения знамени в здании 1-го Русского Великого Князя Константина Константиновича кадетского корпуса в города Бела-Црква, Сербия. В сентябре 2014 года открыл церемонию постановки знамени в строй в Государственном музее Великой Отечественной войны в городе Минск.

## Сфера научных интересов
Основная сфера научных интересов — геополитические процессы начала XX века, Первая мировая война, Гражданская война в России. Председатель правления благотворительного культурно-исторического фонда памяти Первой мировой войны «Крокi» (2012—2017).
Член организационного комитета по подготовке и проведению мероприятий, приуроченных к 100-летней годовщине начала Первой мировой войны в Беларуси (2014).
Участие в международных научных конференциях: «День Примирения. 90-летие окончания Первой мировой войны» (Минск, ноябрь 2008 года); «Беларусь — Россия: актуальный диалог» (Минск, декабрь 2010 года); «Первая мировая война в истории Беларуси, России и мира» (Могилёв, май 2011 года); «93-летие окончания Первой мировой войны» (Минск, ноябрь 2011 года); «Первая мировая война: общая история, общая память» (Минск, май 2012 года); «Россия, Беларусь, Украина: история, современность, будущее (к 1150-летию зарождения российской государственности)» (Минск, июнь 2012 года; «Центральная и Восточная Европа в Первой мировой войне: взгляд из Беларуси» (Минск, август 2012 года); «Первая мировая война. Общая история, общая память» (Вильнюс, ноябрь 2012 года); «Предпосылки Первой мировой войны» (Вильнюс, июнь 2013 года); «Первая мировая война в контексте современной мировой политики» (Москва, декабрь 2013 года), «Великая, Священная, Отечественная: Россия в Первой мировой» (Калининград, июнь 2014 года),

## Сценарист и актёр
В 2008 году минской компанией «Видеофильм» снят документально-художественный фильм «За веру, царя и Отечество. Первая мировая война» по сценарию В. В. Бондаренко (режиссёр — А. Бутор). В этом фильме сценарист дебютировал также в качестве актёра, исполнив роль штабс-капитана Русской Императорской армии. 22 июня 2010 года фильм участвовал в конкурсной программе VII Брестского кинофестиваля белорусских фильмов.
8 мая 2010 года на белорусском телеканале ОНТ состоялась премьера 13-серийного документально-художественного сериала «Города-герои» по сценарию В. В. Бондаренко (в соавторстве с Б. Герстеном; генеральный продюсер — А. Рыдван, режиссёр — И. Баранов, ведущие — заслуженный артист России Владимир Гостюхин и заслуженный артист Беларуси Игорь Сигов). Подготовка и съёмки проекта велись больше года в Беларуси, России и Украине. В серии «Севастополь» сценарист сыграл роль капитана Русской Императорской армии. Демонстрация сериала завершилась 12 сентября 2010 года.
2 апреля — 9 мая 2011 года на телеканале ОНТ состоялся показ перемонтированной версии фильма. В ней были исправлены фактические неточности, допущенные в версии 2010 года, и сокращены некоторые игровые эпизоды.
Премии и награды фильма:
• специальный приз Международного фестиваля кинооператоров «Golden Eye» (Тбилиси, 5 октября 2010 года);
• три Национальные телевизионные премии «Телевершина» (в номинациях «Лучший документальный фильм», «Лучший продюсер», «Лучший оператор»), Минск, 17 мая 2011 года);
• диплом 1-й степени VIII Международного телерадиофестиваля «Победили вместе!» (номинация «Этих дней не смолкнет слава…», Севастополь, 10 мая 2012 года);
• специальный приз II Международного телевизионного фестиваля «ТЭФИ-Содружество» (серия «Города-Герои. Ленинград», номинация «Документальный фильм», Астана, 16 сентября 2012 года).
• специальный приз VIII Республиканского фестиваля белорусского кино (серия «Города-Герои. Минск», Брест, 2 октября 2012 года).
5 января 2012 года за создание сценария фильма В. В. Бондаренко Указом Президента Республики Беларусь № 5 был удостоен премии Президента Республики Беларусь «За духовное возрождение».
6 ноября 2013 года состоялась телевизионная премьера документального фильма по сценарию В. В. Бондаренко «Честь — никому!», посвящённого истории Минского суворовского военного училища (режиссёр Л. Клинцова). Закадровый текст фильма озвучил народный артист СССР Василий Лановой. Он же сыграл роли генералов Русской Императорской и Советской Армии. Автор сценария исполняет в фильме роль Адъютанта, а также выступает в качестве эксперта. В мае 2014 года фильм был удостоен диплома 1-й степени на Х международном кинотелефестивале «Победили вместе!» (Севастополь, номинация «Эстафета памяти»).
5 февраля 2014 года в минском Доме Кино состоялась премьера документального фильма по сценарию В. В. Бондаренко «Святая Римма» о судьбе сестры милосердия, героини Первой мировой войны Риммы Ивановой. Соавтором сценария выступил режиссёр фильма Валерий Карпов. Съёмки фильма велись в течение 2013 года в России и Беларуси. В мае 2014 года фильм был удостоен диплома 3-й степени на X международном кинотелефестивале «Победили вместе!» (Севастополь, номинация «У войны не женское лицо»).
26 апреля 2015 года на телеканале ОНТ состоялась премьера 10-серийного документально-художественного сериала «Освобождённая Европа» по сценарию В. В. Бондаренко (в соавторстве с Б. И. Герстеном; генеральный продюсер — А. Рыдван, режиссёр — И. Баранов), посвящённого участию стран Европы во Второй мировой войне. Съёмки фильма велись на протяжении 2014—2015 годов в России, Болгарии, Сербии, Хорватии, Польше, Румынии, Венгрии, Франции, Бельгии, Финляндии, Греции, Италии, Сан-Марино, Чехии и Словакии. В фильме затрагиваются темы европейского коллаборационизма, исследуется политика лидеров стран Оси — Хорти, Антонеску, Маннергейма, Павелича, Петена и других, воздаётся должное борцам с нацистскими оккупантами, убедительно раскрывается решающая роль Красной Армии в освобождении Европы от нацизма и фашизма. Среди лиц, принявших участие в съёмках фильма — последний царь Болгарии Симеон II, национальный герой Греции Манолис Глезос, писатель и политик Джульетто Кьеза.
8 сентября 2015 года на III Международном телекинофестивале «Славянска приказка» имени Д. С. Лихачёва (София, Болгария) специального приза «Свети Георги» была удостоена серия «Болгария. Чёрные дни Софии» (с формулировкой «за точный и профессиональный подход и анализ исторических событий в Болгарии во время войны»).
5 октября 2015 года на телеканале ОНТ состоялась премьера 4-серийного документального фильма «Революции XXI века», посвящённого цветным революциям в Сербии, Грузии, странах арабской дуги и Украине по сценарию В. В. Бондаренко (в соавторстве с Б. Герстеном и А. Бассом; режиссёр — И. Баранов). 20 мая 2016 года был удостоен Национальной премии «Телевершина» в номинации «Лучший сценарист (сценарная группа)», 9 июня 2016 года был удостоен Гран-при Первого фестиваля документального кино стран СНГ и ЕАЭС «Евразия.doc» (Смоленск).
26 апреля 2016 года на телеканале ОНТ состоялась премьера документального фильма «Чернобыль. 30 лет спустя», посвящённого 30-й годовщине чернобыльской катастрофы по сценарию В. В. Бондаренко (режиссёр — И. Баранов). Местом съёмок служила зона отчуждения Чернобыльской АЭС и мёртвый город Припять. Фильм пользовался большим успехом в Интернете, собрав за две недели 272 тысячи просмотров на YouTube, и 12 мая 2017 года был удостоен Национальной телевизионной премии «Телевершина» в номинации «Лучший документальный фильм (цикл)».
13 ноября 2017 года на телеканале ОНТ состоялась премьера 4-серийного документального фильма «Анатомия террора» по сценарию В. В. Бондаренко. Фильм посвящён истории всемирного терроризма и борьбы с ним. Местами съёмок стали США, Франция, Германия, Сирия, Грузия, Чечня, Москва.

## Радио- и телевизионная деятельность
В 1996—2011 годах работал ведущим музыкальных программ на минских FM-радиостанциях Радио Би-Эй (октябрь 1996 — январь 1999), Альфа радио (январь 1999 — август 2003, август 2004 — октябрь 2008) и Радио ОНТ (октябрь 2008 — август 2011). Именно под его руководством делал первые шаги в радиоэфире Дмитрий Шепелев.
В 2003 году за достижения в области радиовещания удостоен Международной премии имени А. С. Попова «Бог Эфира» в номинации «Ведущий» — «Оскара» русскоязычного радиомира. 
Своего рода приложением к карьере радиоведущего стал выпуск двух книг — «История рок-музыки» (1997) и «Энциклопедия популярной музыки» (2001, дополнительный тираж 2002, исправленное и дополненное переиздание — 2006). Обе были написаны в соавторстве с музыкальным журналистом Ю. В. Дроздовым.
В 2006 году дебютировал в качестве телеведущего на телеканале «ЛАД» (музыкальная программа «Живой звук: Этимология», первый эфир 29 апреля 2006 года).
В феврале 2011 — июне 2013 года — руководитель и ведущий общественно-политического ток-шоу «Открытый формат» (телеканал «ОНТ»). 27 апреля 2012 г. удостоен Национальной телевизионной премии «Телевершина» в номинации «Лучший ведущий общественно-политической (публицистической) программы» (2-е место). В декабре 2013 — июле 2014 года — автор и ведущий документального телевизионного проекта «Цена освобождения», посвящённого 70-летию освобождения Беларуси от немецко-фашистских захватчиков (телеканал «ОНТ»). В октябре 2014 — мае 2017 года — соведущий-эксперт общественно-политического ток-шоу «Дело принципа» на том же телеканале, в июне 2017 — октябре 2018 года — ведущий рубрики «Эта неделя в истории» в программе «Наше утро», в сентябре 2017 — сентябре 2019 года — шеф-редактор ток-шоу «Наша жизнь», с сентября 2019 года — шеф-редактор программы «ОбъективНО».

## Отзывы и критика
«Очень люблю книги Вячеслава Бондаренко» (Алексей Варламов, интервью РБК, 28.06.2024)
«Позиция биографа представляется несколько категоричной, что ли, но красиво звучащей» (Захар Прилепин, «Взвод» — о книге «Вяземский».)
«Бондаренко не делит жизненный путь поэта-аристократа на взлеты и падения, не подавляет необузданный литературный темперамент своего подопечного непререкаемым филологическим авторитетом, а пишет добротную и исчерпывающую историю его жизни, где главный сюжет — развитие личности героя. История души на фоне истории русской литературы. Психология здесь торжествует, а литературоведение от этого только выигрывает… Для историка тут главное — не погрязнуть в обилии второстепенных деталей, и Бондаренко с честью справляется с этой задачей. Из семисот страниц биографии не хочется пропустить ни одной — так умело он сцепляет обстоятельства жизни и литературные тексты в увлекательное, хотя вовсе не беллетризованное повествование» (Независимая газета, Н.Осминская, 30.09.2004 — о книге «Вяземский»)
«По-настоящему полной, подробной биографии Вяземского до книги Вячеслава Васильевича Бондаренко не было. Очевидно, что труд этот ценен не только для тех, кто интересуется жизнью, деятельностью, литературными произведениями П. А. Вяземского. Книга эта — отражение целой эпохи» (митрополит Калужский и Боровский Климент (Капалин) — о книге «Вяземский», Литературная газета, 15.05.2023).
«В своей замечательной монографии объёмом 680 страниц Вячеслав Васильевич Бондаренко рассказывает о жизни, деятельности и творчестве этого важного писателя, который в 1850-х годах дослужился до министра образования и главы цензуры в России» (профессор Венского университета, академик Австрийской Академии наук Штефан Неверкла — о книге «Вяземский», «Das irische Geschlecht OReilly und seine Verbindungen zu
Österreich und Russland Von Noahs Sohn Jafet bis zum russischen Nationaldichter Pukin»/ Diachronie — Ethnos — Tradition: Studien zur slawischen Sprachgeschichte. Brno: Tribun EU, 2020. С.279)
«Прежде всего автор владеет не только живым словом, энергия которого не застывает в написанных буквах, но разливается по всему роману, создавая его пластическое пространство. Кстати, этот дар романиста — органично управлять романным временем и пространством, располагая на нём героев так, чтобы они не запинали друг друга и не сливались между собой, — присущ далеко не всем прозаикам, даже написавшим выдающиеся рассказы и повести. В каком-то смысле писатель становится визионером, настолько подлинны и зримы у Бондаренко его персонажи, с их колоритными языковыми особенностями и характеристиками. Они уже начинают существовать как знакомые нам живые люди, а их говорок и реплики входят в наш словесный обиход. Роман держится не только на оригинальных, созданных Бондаренко характерах, каких ещё не было в литературе, но и на остросюжетной интриге, разворачивающей действие на широкоформатном историческом фоне. Эпоха, её образ, её стиль, её соль воссоздают такую новую художественную реальность, такой уникальный мир, в какой читатель может войти и освоиться. Собственно, в этом и состоит задача романа как такового… Словом, я считаю это заметным, даже выдающимся явлением литературы XXI века» (Олеся Николаева — о романе «Ликвидация», Литературная Газета, № 1-2, 18.01.2023).
«История России и Европы, биографии, военное дело, эмиграция, вопросы языка и национальной идентичности — вот круг интересов писателя, поэта, сценариста, телеведущего, члена Союза писателей Белоруссии Вячеслава Бондаренко. Его произведения уже не первый год привлекают внимание читателей новизной и обилием материала, разнообразием имен, остротой проблематики и особой напряженной позицией автора. Восстановление исторической справедливости — это, можно сказать, его „конек“… Поразительные истории, великолепные человеческие характеры, драматические судьбы — все это содержится в каждом биографическом очерке. Из небытия возвращаются люди, которыми должна гордиться Россия, которым искренне хочется подражать в любом возрасте и в любой ситуации. И главное — возвращается уважение к своим корням, уверенность в лучших качествах всего народа страны в целом» (Читаем вместе, 01.01.2014 — о книге «Герои Первой мировой»)
«Это не простой мартиролог с именами, фамилиями, званиями тех, кто покоится в болгарской/славянской земле. Хотя, даже если бы автор только ограничил свою работу его составлением, то ценность книги уже была бы велика, так как речь идет об увековечивании памяти наших предков. Здесь автор проделал колоссальную работу… Это не „книга мертвых“ уже потому, что в неё автор включил воспоминания тех, кто жил в этих домах, работал, вспоминал прошлое, делился настоящим, своими бедами и горестями. Именно „разноцветная“ русская жизнь в этих рассказах, где больше печали, делает книгу живой, рождает чувство сопереживания. Это как раз та причина, когда память являет собою не могильный камень — это само время в его прошедшем, настоящем и, надо надеяться, в будущем. Для меня громадный труд Вячеслава Васильевича Бондаренко интересен и значим ещё и потому, что автор счастливо избежал определённой односторонности, диктуемой, случается, самой темой. Здесь, подчеркну, присутствует тогдашнее время, которое было непростым как для самой Болгарии, так и для русского люда, оторванного от своей родины, семей, родных, привычной службы, и, главное, стареющего в одиночестве в инвалидных домах… Богатство представленных здесь материалов поражает, равно как и дотошность автора дать максимально полную информацию, представить жизнь на Шипке и её обитателей во всем разнообразии… Труд В. В. Бондаренко это не только дань памяти ушедшим, но и возможность живым найти могилы своих родных» (доктор исторических наук В. И. Косик, Институт славяноведения Российской Академии наук — о книге «Русский некрополь на Шипке», журнал «Славяноведение», 2017, № 5, с.102-104).
«Книга Вячеслава Бондаренко, вышедшая в серии „Жизнь замечательных людей“, представляет собой весьма значительный вклад в историю Гражданской войны… Книга В. Бондаренко — в высшей степени полезна как образец научного подхода к биографиям деятелей Белого движения. Это вовсе не та публицистическая лозунговая продукция, которой переполнен рынок. Это хороший, качественный научпоп, притом в ряде случае он выходит на уровень академических требований. И прежде всего это относится к биографическому очерку о генерале Бредове, подлинно новаторскому. Столь же новаторским (хотя и несколько менее обоснованным) является заявленное в соответствующем биографическом очерке позитивное отношение автора к генералу Май-Маевскому. Тут есть о чём поспорить, но, во всяком случае, эпопея наступления в Донбассе под командованием Май-Маевского, описанная В.Бондаренко, заслуживает самого внимательного отношения. Книга заставляет говорить о Вячеславе Бондаренко как об одном из ведущих современных разработчиков истории Гражданской войны с точки зрения белого сопротивления революционной вакханалии» (доктор исторических наук, профессор исторического факультета МГУ Д. М. Володихин — о книге «Легенды Белого дела»).
«Книга, которую читатель держит в руках, не только дань памяти этому великому человеку, но и очень важный вклад в изучение русского старчества. Основываясь на архивных материалах, воспоминаниях современников, многочисленных письмах, словах и проповедях отца Иоанна, в которых его голос сливается с голосами его современников, В. Бондаренко живописует перед читателями цельный и живой образ старца и картину столь непростого для России XX столетия» (митрополит Волоколамский Иларион (Алфеев) — о книге «Отец Иоанн (Крестьянкин)»)
«Есть такие книги, до чтения которых должны дойти не руки и даже не ноги, а душа и разум… Хорошо, что моя душа и разум именно сейчас дошли до книги Вячеслава Бондаренко „Отец Иоанн (Крестьянкин)“. Эта книга ещё раз доказывает: нет таких обстоятельств, которые не позволили бы человеку остаться человеком. Быть строителем или жертвой — это выбор, который может совершить каждый из нас» (Андрей Максимов, Российская газета, 24.05.2020 — о книге «Отец Иоанн (Крестьянкин)»).
«Вячеслав Бондаренко тщательно исследовал биографию старца… Деликатное обращение с документальными свидетельствами, слегка преображенными художественным пером прозаика, позволило автору создать живую и достоверную повесть о праведнике наших дней» (Олеся Николаева — о книге «Свидетель о Свете»).
«Старый полковник» — вещь исключительно продуманная и простроенная, развивающаяся логично и удачно закольцованная одной и той же открыткой с болгарским пейзажем… Но повесть о Максимовиче — не только частная биография. Она полна апелляций к глобальным историческим событиям, потрясавшим мир — от разгула «бомбизма» до ужасов Гражданской войны. Среди последних врезается в память рассказ о том, как в Нолинске «белый» отряд сжег в запертом здании бывшего духовного училища, превращенного в военкомат, «красных» военкомов и партийцев. Казалось бы, эта драма не имеет отношения к службе Максимовича, покинувшего Нолинск задолго до неё. Но Бондаренко пишет не только о своём предке, но и о прошлом нашей страны, не упуская даже шокирующих деталей. Качество, необходимое для историка. Но немногие могут изображать всю панораму, не впадая в публицистичность, оценочность. Наш автор это умеет. У него нет интонации «за» или «против». Есть, скорее, человеческое если не сочувствие, то приятие всех персонажей такими, какими были они в предлагаемых обстоятельствах (да и оных обстоятельств). С наибольшей остротой эта нота поднимается в автобиографическом эссе «Парусник над дверью», где от детских воспоминаний о родной Риге Бондаренко переходит к бытованию рижского гетто, к гонениям на евреев вообще, к осознанию национальной принадлежности как проблемы (авторское выделение)… Благодаря такому безоценочному, но всеприемлющему взгляду как художественная проза, так и нон-фикшн Бондаренко оставляют впечатление взвешенности и объективности — настолько, насколько объективность свойственна субъекту" (Елена Сафронова — о сборнике «Самый долгий день»).
«C первых же страниц был пленен авторской интонацией, очень мне созвучной и понятной… Редкостной чистоты и силы вещь, что понимаешь не сразу, но когда понимаешь, начинаешь ревниво смотреть, сколько страниц осталось до конца, и грустить, что их количество быстро убывает. Просто, камерно, с поразительным чувством обыденности как единственной пищи для большой истории и неостановимого потока жизни, идущего поверх всего, о чём пишут в учебниках. Читаешь с острейшим чувством сопричастности жизни этого ничем не примечательного Максимовича — и как-то так получилось, что когда обнаруживается открытка с помеченным крестом окном его комнаты и словами о том, что здесь ему и придется умереть, переживаешь это буквально как катарсис. Исторические детали и обстоятельства настолько не банальны, что даже для меня почти все были новостью» (Леонид Юзефович — о сборнике «Самый долгий день»).
«Отличная биография… Вячеслав Бондаренко написал книгу не только о жизни изобретателя, инженера и гениального конструктора. Это книга о том, как автомобили постепенно изменяли советскую жизнь, повседневный бытовой образ жизни советской общества» (Владислав Толстов — о книге «Липгарт. Создатель „Победы“»).
«Прекрасный язык, великолепное знание истории отечественной техники, глубочайшая симпатия автора к его герою» (Ирина Андреевна Липгарт, дочь Андрея Липгарта — о книге «Липгарт. Создатель „Победы“»).
«Я очень тронут теми уважением и теплотой, с которыми описаны жизненный и творческий пути моего великого деда» (Андрей Олегович Попов, внук Андрея Липгарта — о книге «Липгарт. Создатель „Победы“»).
«По ходу чтения я понимал, что именно такую книгу о моем дедушке я всегда мечтал прочитать» (доктор филологических наук, профессор Андрей Липгарт — о книге «Липгарт. Создатель „Победы“»).
"Хорошая, содержательная, интересно написанная и нужная книга" (Владимир Никитич Носаков, главный конструктор ГАЗа по легковым автомобилям в 1983-93 гг. - о книге "Липгарт. Создатель "Победы").

## Государственные награды
- Медаль Пушкина (7 мая 2015 года, Россия) — за большой вклад в укрепление дружбы и сотрудничества с Российской Федерацией, развитие торгово-экономических и культурных связей[3].
- Медаль «70 лет освобождения Республики Беларусь от немецко-фашистских захватчиков» (Беларусь, 2014)
- Юбилейная медаль «70 лет Победы в Великой Отечественной войне 1941—1945 гг.» (Беларусь, 2015)
- Медаль «100 лет Вооружённым Силам Республики Беларусь» (Беларусь, 2018)
- Медаль «100 лет гражданской авиации России» (Россия, 2023)
- Медаль «80 лет освобождения Республики Беларусь от немецко-фашистских захватчиков» (Беларусь, 2024)
- Медаль "80 лет Победы в Великой Отечественной войне 1941-1945 гг." (Беларусь, 2025)

## Церковные награды
- Патриарший знак «За вклад в развитие русской литературы» (Русская Православная Церковь, 2019)
- Патриаршая грамота (Русская Православная Церковь, 2023)
- медаль Преподобного Епифания Премудрого II степени (Издательский совет Русской Православной Церкви, 2019)

## Ведомственные награды
- Почётный знак «За дружбу и сотрудничество» № 349 Федерального агентства по делам Содружества Независимых Государств, соотечественников, проживающих за рубежом, и по международному гуманитарному сотрудничеству МИД РФ (Россия, 2015)

## Общественные награды
- Орден «Кадетская слава» II степени (Белорусский союз суворовцев и кадет, 2014)
- Карамзинский крест (Карамзинский клуб, Россия, 2018)
- Медаль «За возвращение Полоцкого знамени» I степени (Белорусский союз суворовцев и кадет, 2014)
- Медаль «Ревнителю благодеяний Святых Равноапостольных Кирилла и Мефодия» (Международный фонд славянской письменности и культуры, 2016)
- Медаль «За верность кадетскому делу» (Белорусский союз суворовцев и кадет, 2018)
- Медаль «175 лет знамени Полоцкого кадетского корпуса» (Белорусский союз суворовцев и кадет, 2019)
- Нагрудный знак «За большой вклад в литературу» (Союз писателей Беларуси, 2013)
- Нагрудный знак «В память 100-летия Великой войны 1914—1918» (Историко-культурный фонд «Крокi», 2014)
- Памятный нагрудный знак «Академия МВД Республики Беларусь» (Академия МВД Республики Беларусь, 2015)
- Нагрудный знак «За вклад в укрепление правопорядка» (МВД Республики Беларусь, Белорусская общественная организация ветеранов органов внутренних дел и внутренних войск, 2015)

## Премии
- Лауреат премии Президента Республики Беларусь «За духовное возрождение» (2011, за создание сценария 13-серийного фильма «Города-Герои»)
- Трижды лауреат премии министра обороны Республики Беларусь в области литературы и искусства (2013, 3-я степень, за роман «Вечный огонь», 2015, 3-я степень, за роман «Самый долгий день», и 2018, 2-я степень, за роман «Четыре судьбы, одна Родина» и драму «Офицеры. 1918»)
- Лауреат Всероссийской историко-литературной премии «Александр Невский» (2014, 1-е место, за книгу «Герои Первой мировой»)
- Лауреат премии имени Н. М. Карамзина «Карамзинский крест» (2018, за книгу «Легенды Белого дела»)
- Лауреат премии «Хронограф» (2019, за книгу «Отец Иоанн (Крестьянкин)»)
- Лауреат Национальной премии имени Эдуарда Володина «Имперская культура» (2018, номинация «Душеполезное чтение» — за книгу «Отец Иоанн (Крестьянкин)»)
- Лауреат литературной премии имени Ф. М. Достоевского (2020, за книгу «Отец Иоанн (Крестьянкин)»
- Лауреат Международной премии им. А. С. Попова «Бог Эфира» в области радиовещания (2003, номинация «Ведущий»)
- Лауреат Национальной телевизионной премии «Телевершина» (2016, номинация «Лучший сценарист»)
- Лауреат Национальной телевизионной премии «Телевершина» (2012, номинация «Лучший ведущий общественно-политической (публицистической) программы», 2-е место)
- Лауреат III Международного телекинофестиваля «Славянска приказка» имени Д. С. Лихачёва (Болгария, 2015, специальный приз «Свети Георги» за фильм «Болгария. Чёрные дни Софии» — «За точный и профессиональный подход и анализ исторических событий в Болгарии во время войны»)
- Номинант Патриаршей литературной премии имени святых равноапостольных Кирилла и Мефодия (2019, 2023)
- Номинант Всероссийской литературной премии им. Л. Н. Толстого «Ясная Поляна» (2005, номинация «Выдающееся дебютное художественное произведение русской литературы» — книга «Вяземский»)
- Номинант Русской премии 2024 года (номинация «Проза», сборник «Самый долгий день»)
- Дипломант Всероссийской литературной премии «Эврика» (2006)[источник не указан 4545 дней]-->
- Дипломант Всероссийского конкурса «Лучшие книги года» Ассоциации книгоиздателей России АСКИ (диплом Российского военно-исторического общества, номинация «Лучшая книга о Российской армии и флоте», 2018, за книгу «Легенды Белого дела»)
- Дипломант XIV открытого конкурса «Просвещение через книгу» (2019, 2-е место в номинации «Лучшая духовно-просветительская книга» — за книгу «Отец Иоанн (Крестьянкин)»)
- Дипломант XI международного славянского литературного форума «Золотой Витязь» (2020, Золотой диплом — за книгу «Отец Иоанн (Крестьянкин)»)
- Дипломант XV открытого конкурса «Просвещение через книгу» (2020, 2-е место в номинации «Лучшая духовно-просветительская книга» — за книгу «Святые старцы», и 3-е место в номинации «Лучшая художественная книга» — за книгу «Свидетель о Свете»).
- Дипломант XII международного славянского литературного форума «Золотой Витязь» (2021, Золотой диплом — за книгу «Свидетель о Свете»)
- Дипломант ХХ международного конкурса «Искусство книги» среди стран СНГ (2023, диплом 1-й степени в номинации «Содружество» — за книгу «За други своя. Герои и подвиги Беларуси»)

## Семья
По отцовской линии корни семьи Бондаренко — в сёлах Алексеевка Сахновщинского района Харьковской области и Бровничи Климовского района Брянской области; по материнской линии — в деревне Сыроквашино Краснинского района Смоленской области, посёлке Глуша Бобруйского района Могилёвской области и г.Одесса.
Двоюродный прапрадед — генерал-майор Русской Императорской армии, герой Русско-японской и Первой мировой войн, кавалер Золотого оружия «За храбрость» Михаил Пантелеймонович Михайлов (1857—1939/41)
Прапрадед — полковник Русской Императорской армии Ананий Васильевич Максимович (1855—1929, его судьбе посвящена повесть «Старый полковник»)
Прадед — заслуженный артист Казахской ССР (1939), один из основателей Государственного академического русского театра драмы имени М. Ю. Лермонтова (Алма-Ата) Константин Ананьевич Арбенин-Максимович (1899—1966)
Дед — сталевар, кавалер орденов Трудового Красного Знамени и «Знак Почёта» Григорий Данилович Бондаренко (1912—1990)
Дед — полковник Советской Армии, кавалер трёх орденов Красной Звезды Виктор Иванович Скугаревский (1923—1980)

## Творчество

### Книги в серии «Жизнь замечательных людей»
- Вяземский. — М.: Молодая гвардия, 2004, 2-е издание — 2014—736 c. — (Жизнь замечательных людей). — 5000 экз. — ISBN 978-5-235-03473-0.
- Герои Первой мировой. — М.: Молодая гвардия, 2013, 2-е издание — 2014. — 512 c. — (Жизнь замечательных людей). — 5000 экз. — ISBN 978-5-235-03717-5.
- Лавр Корнилов. — М.: Молодая гвардия, 2016. — (Жизнь замечательных людей).
- Легенды Белого дела. — М.: Молодая гвардия, 2017. — 400 c. — (Жизнь замечательных людей). — ISBN 978-5-235-04010-6.
- Отец Иоанн (Крестьянкин). И путь, и истина, и жизнь. — М.: Молодая гвардия, 2018. — 482 с. — (Жизнь замечательных людей). Издание 2-е, исправленное и дополненное (под названием «Отец Иоанн (Крестьянкин)») — М.: Молодая гвардия. Издательский дом «Познание», 2019.
- Святые старцы. — М.: Молодая гвардия, 2020. (Жизнь замечательных людей).
- Липгарт. Создатель «Победы». — М.: Молодая гвардия, 2023. (Жизнь замечательных людей).
- "Битлз". Ангелы и демоны. - М.: Молодая гвардия, 2025. (Жизнь замечательных людей).

### Книги в серии «100 великих»
- 100 великих подвигов России. — М.: Вече, 2011. — (100 великих, 2-е издание — 2014).
- Бондаренко В. В., Честнова Е. С. 100 великих русских эмигрантов. — М.: Вече, 2012. — (100 великих).
- 100 великих российских актёров. — М.: Вече, 2014. — 416 c. — (100 великих). — 2500 экз. — ISBN 978-5-4444-1642-6.
- Бондаренко В. В., Честнова Е. С. 100 великих наград мира. — М.: Вече, 2014. — 416 c. — (100 великих, 2-е издание — 2015). — 5000 экз. — ISBN 978-5-4444-1063-9.
- 100 великих героев Великой Отечественной войны. — М.: Вече, 2015. — (100 великих, 2-е издание — 2025).
- 100 великих автомобилей мира. — М.: Вече, 2022. — (100 великих, 2-е издание — 2023, 3-е издание — 2025).
- 100 великих отечественных автомобилей. — М.: Вече, 2022. — (100 великих).
- 100 великих отечественных самолётов. — М.: Вече, 2023. — (100 великих).
- 100 великих кораблей отечественного ВМФ. — М.: Вече, 2023. — (100 великих).

### Книги для детей и юношества
- Бондаренко В. В., Дроздов Ю. В. История рок-музыки. — Минск: Амалфея, 1997.
- Энциклопедия популярной музыки (Минск, «Экономпресс», 2001, дополнительный тираж — 2002, 2-е издание, исправленное и дополненное — 2006), в соавторстве с Ю. В. Дроздовым
- Двенадцать подвигов во славу Отечества. — Минск: Беларуская энцыклапедыя, 2013.
- Во имя памяти святой… Первая мировая война на белорусской земле. — Минск: Беларуская энцыклапедыя, 2014.
- Пасхальный Батюшка. Детям об отце Иоанне (Крестьянкине). — Минск: Свято-Елисаветинский монастырь, 2022
- Наша «Победа». Рассказ об удивительной машине и её создателе. — Минск: Свято-Елисаветинский монастырь, 2023
- Будьте солнышками! Детям о святом праведном Алексии Мечёве. — Минск: Свято-Елисаветинский монастырь, 2023

### Электронные публикации
- Четыре судьбы. Одна Родина (роман, 2013-15: http://belkadet.by/?page_id=6601)
- Антиквар (рассказ, 2019: https://pravchtenie.ru/konkursy-i-premii/antikvar/

### Аудиокниги
- Вяземский (производство Российской Государственной библиотеки для слепых, 2005, время звучания — 39 часов 23 минуты, читает Е. Чубарова)
- Ликвидация (производство CP Digital, 2007, время звучания — 5 часов 22 минуты)
- Вяземский (производство Кемеровской библиотеки для незрячих, 2008, время звучания — 31 час, читает Т. Гриднева)
- 100 великих подвигов России (2012, время звучания — 7 часов 6 минут)
- Великие русские эмигранты (производство «СОЮЗ», 2014, время звучания — 14 часов 8 минут, читает А. Котов)
- Великие российские актёры (производство «СОЮЗ», 2015, время звучания — 15 часов 26 минут, читает А. Котов)
- День «Б» (2017, время звучания — 8 часов 34 минуты).

### Поэтические публикации
- Роптанье дальнего огня / Новая Немига литературная. — 2011. — № 5—6. — С. 3—6
- Чародей утомлённого сна / Новая Немига литературная. — 2012. — № 5. — С. 44—46
- Петербургские строфы. — СПб.: издательский дом «МИРС», 2012. — С. 287—295
- Не нужно будет расставаться… / Великороссъ. — 2012. — № 4. — С. 43—48
- Бийский Вестник. — 2013. — № 2. — С. 14—16
- Стихи о Лемносе / Москва. — 2016. — № 11.

### Дискография
- Mini-Альбом (2002, Беларусь, West Records) — c группой «Чехов» (вокал, тексты)
- Всё, что движется (2007, Россия, MSH Records) — с группой «Чехов» (вокал, тексты)

### Фильмография (сценарист)
- За веру, царя и Отечество. Первая мировая война (2008, компания «Видеофильм», режиссёр А. Бутор)
- Города-герои (2010, 13 серий, компания «Второй национальный телеканал ОНТ», в соавторстве с Б. Герстеном; генеральный продюсер А. Рыдван, режиссёр И. Баранов). Специальный приз Международного фестиваля кинооператоров «Golden Eye» (Тбилиси, 2010). 3 Национальных телевизионных премии «Телевершина» (Минск, 2011, в номинациях «Лучший документальный фильм», «Лучший продюсер», «Лучший оператор»). Премия Президента Республики Беларусь «За духовное возрождение» (Минск, 2012). Диплом 1-й степени VIII Международного телерадиофестиваля «Победили вместе!» (Севастополь, 2012, номинация «Этих дней не смолкнет слава…») Специальный приз II Международного телевизионного фестиваля «ТЭФИ-Содружество» (Астана, 2012, номинация «Документальный фильм»). Специальный приз VIII Республиканского фестиваля белорусского кино (Брест, 2012).
- Честь — никому! (2013, компания «ВоенТВ», режиссёр Л. Клинцова). Диплом 1-й степени Х Международного кинотелефестиваля «Победили вместе!» (Севастополь, 2014, номинация «Эстафета памяти»)
- Святая Римма (2014, совместное производство компаний «Беларусьфильм» и «ВоенТВ», в соавторстве с В. Карповым; режиссёр В. Карпов). Диплом 3-й степени Х Международного кинотелефестиваля «Победили вместе!» (Севастополь, 2014, номинация «У войны не женское лицо»)
- Освобождённая Европа (2015, 10 серий, компания «Второй национальный телеканал ОНТ», в соавторстве с Б. Герстеном; генеральный продюсер А. Рыдван, режиссёр И. Баранов). Специальный приз «Свети Георги» III Международного телекинофестиваля «Славянска приказка» (София, 2015)
- Революции XXI века (2015, 4 серии, компания «Второй национальный телеканал ОНТ», в соавторстве с Б. Герстеном и А. Бассом, режиссёр И. Баранов); в серии «Сербия. К власти на бульдозере» — ведущий. Национальная телевизионная премия «Телевершина» (Минск, 2016, номинация «Лучший сценарист»), Гран-при Первого фестиваля документального кино стран СНГ и ЕАЭС «Евразия.doc» (Смоленск, 2016)
- Чернобыль. 30 лет спустя (2016, компания «Второй национальный телеканал ОНТ», режиссёр И. Баранов). Национальная телевизионная премия «Телевершина» (Минск, 2017, номинация «Лучший документальный фильм (цикл)»).
- Анатомия террора (2017, 4 серии, компания «Второй национальный телеканал ОНТ»).
- Беречь и защищать (2017, 2 серии, компания «Второй национальный телеканал ОНТ»)
- 100 лет БССР (2019, компания «Второй национальный телеканал ОНТ»).
- Рана на теле Беларуси (2021, компания «Второй национальный телеканал ОНТ»).
- Три дня свободы (2021, компания «Второй национальный телеканал ОНТ»).
- За нашу «Победу». От мечты до легенды (2023, Мастерская Владимира Бокуна по заказу Второго национального телеканала ОНТ). Приз XVIII Международного кинофестиваля имени В.Меньшова «Победили вместе!» (Сочи, 2023, номинация «Лучшая телевизионная работа (в разных жанрах)».
- Белорусский фронт Поднебесной (2024, компания «Второй национальный телеканал ОНТ»).

### Фильмография (актёр)
- За веру, царя и Отечество. Первая мировая война (2008) — штабс-капитан русской армии
- Города-герои (2010) — капитан русской армии
- Честь — никому! (2013) — капитан русской армии
- Освобождённая Европа (2015) — генерал-майор финской армии